# Vejlby-Risskov SK
Vejlby-Risskov SK – duński klub szachowy z siedzibą w Aarhus, dwukrotny mistrz kraju.

## Historia
Klub został założony 3 października 1948 roku. W 1963 roku klub zorganizował pierwszą edycję turnieju Det åbne Risskovmesterskab, na której zaproponował nową formę rozgrywek, z godzinnym czasem do namysłu. W 1968 roku zadebiutował w 1. division, zajmując piąte miejsce. W 1972 roku szachiści klubu zajęli trzecie miejsce, a rok później uzyskali wicemistrzostwo. W 1974 roku klub ponownie był trzeci w lidze. W sezonach 1974/1975 i 1975/1976 Vejlby-Risskov SK zdobyło mistrzostwo Danii. Zawodnikami klubu byli wówczas m.in. Thorbjørn Rosenlund, Bo Jacobsen, Erling Mortensen i Kaj Rosell. W tym okresie klub przeżywał szczyt popularności, licząc około 70 członków. W 1977 roku klub po raz ostatni zorganizował Det åbne Risskovmesterskab. W latach 1978, 1979, 1981 i 1982 szachiści klubu zajmowali jeszcze trzecie miejsce w 1. division. W sezonie 1985/1986 klub spadł z pierwszej ligi, później powrócił do niej na sezon 1987/1988. 